# Fuimos canciones
Fuimos canciones es una película española original de Netflix de romance y comedia que se estrenó en septiembre de 2021. La película, basada en la saga de novelas de Elísabet Benavent «Canciones y recuerdos», formada por los libros «Fuimos canciones» y «Seremos recuerdos», fue dirigida por Juana Macías y protagonizada por María Valverde y Álex González.

## Sinopsis
Maca tiene 30 años, es torpe por naturaleza, vive la vida al máximo y se esfuerza por ser feliz. Sin embargo, deja relegado su talento trabajando como asistente de una influencer de moda opresora y aterradora, y pierde el tiempo saliendo con hombres con los que nunca logra establecer un vínculo emocional. Las cosas van bien hasta que vuelve Leo, el amor y el error más grande de su vida. El hombre que le destrozó el corazón, la autoestima y la confianza en todos los demás hombres, vuelve a aparecer en escena para complicarle la existencia. Maca ha intentado olvidarse de él, pero ahora ya no le queda más remedio que aceptar que volvió y enfrentar las emociones que guardó bajo siete llaves, además de lidiar con el recuerdo imborrable de lo que podría haber sido y no fue. Las viejas heridas vuelven a abrirse, y Maca tendrá que armarse de coraje para hacer frente a sus conflictos, temores e inseguridades para poder, finalmente, poner su vida en orden.

## Reparto
| Intérprete           | Personaje           |
| -------------------- | ------------------- |
| María Valverde       | Macarena "Maca"     |
| Álex González        | Leo                 |
| Elisabet Casanovas   | Jimena "Jime"       |
| Susana Abaitua       | Adriana "Adri"      |
| Miri Pérez-Cabrero   | Pipa                |
| Eva Ugarte           | Raquel              |
| Ignacio Montes       | Samuel              |
| Artur Busquets       | Jorge               |
| Claudia Galán        | Julia               |
| Roger Berruezo       | Julián              |
| Carlo Costanzia      | Coque               |
| Miguel Herrera       | Luigi               |
| Natalia Braceli      | Recepcionista       |
| Emilio Rosales       | Estudiante          |
| Jelen García         | Estudiante          |
| Elena Jiménez        | Estudiante          |
| Alicia Hu Bu         | Invitada fiesta     |
| Úrsula Gutiérrez     | Clienta             |
| Mari Ángeles Esteban | Tatuadora           |
| Israel Romero        | Presentador         |
| Edoardo Lerardi      | Amigo París         |
| Lala Rod             | Amiga París         |
| Raquel Ferrer        | Asistenta vuelo     |
| Elena Villalba       | Camarera            |
| Eder Ceballos        | Invitado fiesta     |
| Lucas Pulido         | Mensajero           |
| David Sancho         | Agente inmobiliario |
| Françoise Mondesir   | Parisino            |
| Yoly Saa             | Cantante            |

## Producción
En enero de 2020 se anunció que Netflix había comprado los derechos para realizar una adaptación cinematográfica de la novela «Canciones y recuerdos» de Elísabet Benavent. En octubre del mismo año se anunció el reparto principal de la película: María Valverde como la protagonista femenina del film, Maca, que cuenta con dos grandes amigas: Adriana (Susana Abaitua) y Jimena (Elisabet Casanovas), y Álex González como el protagonista masculino de la historia, Leo. Además, el reparto lo completan Eva Ugarte (Mira lo que has hecho), Miri Pérez-Cabrero (concursante de MasterChef España), Roger Berruezo (Lo dejo cuando quiera), Ignacio Montes (Alta mar), Artur Busquets (Estoy vivo), Claudia Galán (El secreto de Puente Viejo) y Carlo Constanzia (Toy Boy).
El primer teaser y la fecha de estreno fueron anunciados en junio de 2021. La película se estrenó en Netflix el 29 de septiembre.